# Cleveland Browns 1986
La stagione 1986 dei Cleveland Browns è stata la 37ª della franchigia nella National Football League. La morte di Don Rogers, un promettente giovane defensive back che stava per iniziare la sua terza stagione nella NFL, gettò un'ombra scura sulla squadra che si stava preparando per la stagione 1986.
Cleveland vinse la sua prima gara di playoff dal 1969 e per la prima volta nella sua storia raggiunse la finale dell'AFC, dove perse contro i Denver Broncos, in una gara famosa per l'azione finale, nota come “The Drive.” Sarebbe stata la prima di tre apparizioni in finale di conference per i Browns nell'arco di quattro stagioni, tutte perse contro Denver.

## Roster
| Roster dei Cleveland Browns nel 1986 |
| --- |
| Quarterback - 10 Mike Pagel - 18 Gary Danielson - 19 Bernie Kosar Running Back - 28 Herman Fontenot RB - 33 Curtis Dickey RB - 34 Kevin Mack FB - 38 Johnny Davis FB - 39 Major Everett RB - 43 Tony Baker RB - 44 Earnest Byner RB Wide Receiver - 85 Clarence Weathers - 86 Brian Brennan - 88 Reggie Langhorne - 84 Webster Slaughter Tight End - 81 Harry Holt - 82 Ozzie Newsome - 87 Travis Tucker Offensive Linemen - 61 Mike Baab C - 62 George Lilja G - 63 Cody Risien T - 69 Dan Fike G/T - 70 Larry Williams G - 74 Paul Farren T - 75 Bill Contz T - 77 Rickey Bolden T Defensive Linemen - 72 Dave Puzzuoli NT - 78 Carl Hairston DT - 79 Bob Golic DT - 90 Ralph Malone DE - 91 Sam Clancy DT/DE - 96 Reggie Camp DE Linebacker - 50 Brad Van Pelt LB - 51 Eddie Johnson ILB - 53 Anthony Griggs ILB - 59 Mike Johnson MLB - 57 Clay Matthews Jr. OLB - 56 Chip Banks OLB - 58 Scott Nicolas ILB Defensive Back - 23 Mark Harper CB - 29 Hanford Dixon CB - 24 Ray Ellis SS - 31 Frank Minnifield CB - 22 Felix Wright FS - 37 Chris Rockins FS - 48 DD Hoggard CB Special Team - 3 Mark Moseley K - 9 Matt Bahr K - 7 Jeff Gossett P - 89 Gerald McNeil KR/PR |
| Legenda - I rookie sono in corsivo. - Il primo ruolo è il principale mentre gli eventuali successivi indicano i ruoli secondari. - (IR) sta per Injured Reserve ed indica la lista ristretta per un solo giocatore infortunato che può tornare ad allenarsi dopo la settimana 6 e a rientrare in prima squadra dopo che questa ha giocato 8 partite. - (NF-Inj.) / (NF-Ill.) stanno rispettivamente per Non-Football Injured e Non-Football Illness ed indicano le liste dove viene inserito un giocatore che ha un infortunio o una malattia non dipendente dal football americano. - (PUP) sta per Physically Unable to Perform ed indica la lista dove viene inserito un giocatore mentre è in attesa di recuperare la condizione fisica. Nella stagione regolare dopo la sesta partita giocata dalla propria squadra, il giocatore ha tempo tre settimane per riprendere ad allenarsi, più tre settimane aggiuntive dal suo rientro agli allenamenti per rientrare in prima squadra. |

## Calendario
| Stagione regolare |              |                        |           |        |                               |          |         |
| Turno             | Data         | Avversario             | Risultato | Record | Stadio                        | Pubblico | Sintesi |
| 1                 | 7 settembre  | at Chicago Bears       | S 31–41   | 0–1    | Soldier Field                 | 66,030   | Recap   |
| 2                 | 14 settembre | at Houston Oilers      | V 23–20   | 1–1    | Houston Astrodome             | 46,049   | Recap   |
| 3                 | 18 settembre | Cincinnati Bengals     | S 13–30   | 1–2    | Cleveland Municipal Stadium   | 78,779   | Recap   |
| 4                 | 28 settembre | Detroit Lions          | V 24–21   | 2–2    | Cleveland Municipal Stadium   | 72,029   | Recap   |
| 5                 | 5 ottobre    | at Pittsburgh Steelers | V 27–24   | 3–2    | Three Rivers Stadium          | 57,327   | Recap   |
| 6                 | 12 ottobre   | Kansas City Chiefs     | V 20–7    | 4–2    | Cleveland Municipal Stadium   | 71,278   | Recap   |
| 7                 | 19 ottobre   | Green Bay Packers      | S 14–17   | 4–3    | Cleveland Municipal Stadium   | 76,438   | Recap   |
| 8                 | 26 ottobre   | at Minnesota Vikings   | V 23–20   | 5–3    | Hubert H. Humphrey Metrodome  | 59,133   | Recap   |
| 9                 | 2 novembre   | at Indianapolis Colts  | V 24–9    | 6–3    | Hoosier Dome                  | 57,962   | Recap   |
| 10                | 10 novembre  | Miami Dolphins         | V 26–16   | 7–3    | Cleveland Municipal Stadium   | 77,949   | Recap   |
| 11                | 16 novembre  | at Los Angeles Raiders | S 14–27   | 7–4    | Los Angeles Memorial Coliseum | 65,461   | Recap   |
| 12                | 23 novembre  | Pittsburgh Steelers    | V 37–31   | 8–4    | Cleveland Municipal Stadium   | 76,452   | Recap   |
| 13                | 30 novembre  | Houston Oilers         | V 13–10   | 9–4    | Cleveland Municipal Stadium   | 62,309   | Recap   |
| 14                | 7 dicembre   | at Buffalo Bills       | V 21–17   | 10–4   | Rich Stadium                  | 42,213   | Recap   |
| 15                | 14 dicembre  | at Cincinnati Bengals  | V 34–3    | 11–4   | Riverfront Stadium            | 58,062   | Recap   |
| 16                | 21 dicembre  | San Diego Chargers     | V 47–17   | 12–4   | Cleveland Municipal Stadium   | 68,505   | Recap   |

Note: gli avversari della propria division sono in grassetto.

### Playoff
| Playoff          |                 |                    |           |        |                             |         |
| Turno            | Data            | Avversario (seed)  | Risultato | Record | Stadio                      | Sintesi |
| Division         | 3 gennaio 1987  | New York Jets (4)  | V 23–20   | 1–0    | Cleveland Municipal Stadium | Recap   |
| AFC Championship | 11 gennaio 1987 | Denver Broncos (2) | S 20–23   | 1–1    | Cleveland Municipal Stadium | Recap   |

## Classifiche
| AFC Central         |    |    |   |      |      |      |     |     |     |
|                     | V  | S  | P | %    | CONF | DIV  | PF  | PS  | STR |
| Cleveland Browns(1) | 12 | 4  | 0 | .750 | 5–1  | 10–2 | 391 | 310 | V5  |
| Cincinnati Bengals  | 10 | 6  | 0 | .625 | 3–3  | 7–5  | 409 | 394 | V1  |
| Pittsburgh Steelers | 6  | 10 | 0 | .375 | 3–3  | 4–8  | 307 | 336 | S1  |
| Houston Oilers      | 5  | 11 | 0 | .313 | 1–5  | 3–9  | 274 | 329 | V2  |